# Chris Bachofner
Christiaan Johannes (Chris) Bachofner (Amsterdam, 23 november 1947) is een voormalig Nederlands voetballer die als aanvaller speelde.

## Loopbaan
Bachofner begon bij Blauw Wit. Medio 1967 had hij net getekend bij Ajax maar ging in augustus 1967 naar Sevilla waar hij deelnam aan een trainingskamp van het Amerikaanse Dallas Tornado. Door manager Bob Kap werd hij, net als Fons Stoffels, geselecteerd. Met Dallas Tornado speelde Bachofner in achttien maanden tijd ook oefenduels op vier continenten en vervolgens in de NASL. Terug in Nederland kwam hij nog uit voor DWS, De Volewijckers en De Spartaan. Bachofner werd ook geselecteerd voor het Nederlands militair voetbalelftal.